# شو مییاساکا
شو مییاساکا (ژاپنی: 宮坂 翔؛ زادهٔ ۶ ژوئن ۱۹۸۸) یک بازیکن فوتبال اهل ژاپن است.
از باشگاه‌هایی که در آن بازی کرده‌است می‌توان به باشگاه فوتبال توکیو وردی اشاره کرد.